# 下山瑛二
下山 瑛二（しもやま えいじ、1922年5月22日 - 2017年8月24日）は、日本の法学者。
埼玉県出身。東京帝国大学法学部卒。1947年東京大学社会科学研究所助手、1950年大阪市立大学講師、助教授、59年教授。1965年東京都立大学 (1949-2011)教授、85年東京都立大学総長。1989年大東文化大学教授。イギリス行政法を研究し、日本の行政法に考察を加える。国家賠償法などの研究に業績がある。

## 著書
- 『國家賠償 イギリスにおける遺言と相続』日本評論新社 法律學体系 1954
- 『国の不法行為責任の研究 イギリス法を中心として』有斐閣 大阪市立大学法学叢書 1958
- 『人権の歴史と展望』法律文化社 現代の人権双書　1972
- 『国家補償法』現代法学全集 筑摩書房 1973
- 『健康権と国の法的責任 薬品・食品行政を中心とする考察』岩波書店 1979
- 『人権と行政救済法』三省堂 現代法学者著作選集　1979
- 『現代行政法学の基礎』日本評論社 1983
- 『暮らしからみた行政』日本放送出版協会 新NHK市民大学叢書 1984

### 共編著
- 『アメリカ憲法の現代的展開 2 (統治構造)』高柳信一、和田英夫共編 東京大学出版会 1978
- 『住宅政策の提言』水本浩、早川和男、和田八束共編著 ドメス出版 住宅政策研究 1979
- 『行政法 下巻』室井力共編 青林書院新社 1980
- 『地方自治法を学ぶ』田村悦一共編 有斐閣選書　1982
- 『開発途上国の官僚制と経済発展』大内穂共編 アジア経済研究所 1985
- 『インドにおける産業統制と産業許可制度』佐藤宏共著 アジア経済研究所 1986

## 論文
- ＜下山瑛二